# Blepharis javanica
Blepharis javanica är en akantusväxtart som beskrevs av Cornelis Eliza Bertus Bremekamp. Blepharis javanica ingår i släktet Blepharis och familjen akantusväxter. Inga underarter finns listade i Catalogue of Life.